# Stetkivți, Ciudniv
Stetkivți (în ucraineană Стетківці) este o comună în raionul Ciudniv, regiunea Jîtomîr, Ucraina, formată numai din satul de reședință.
Localitatea face parte din regiunea istorică Volânia, iar după tratatul de pace de la Riga din 1921 a devenit parte a Uniunii Sovietice.

## Demografie
Componența lingvistică a comunei Stetkivți
     Ucraineană (99,48%)
     Alte limbi (0,52%)
Conform recensământului din 2001, majoritatea populației comunei Stetkivți era vorbitoare de ucraineană (99,48%), existând în minoritate și vorbitori de alte limbi.